# ライカ (ハンガリー)
ライカ（ハンガリー語: Rajka、ドイツ語: Ragendorf）とは、ハンガリー、ジェール・モション・ショプロン県モションマジャローヴァール地区にあり、スロバキア及びオーストリアとの三重点を有する村である。

## 概要

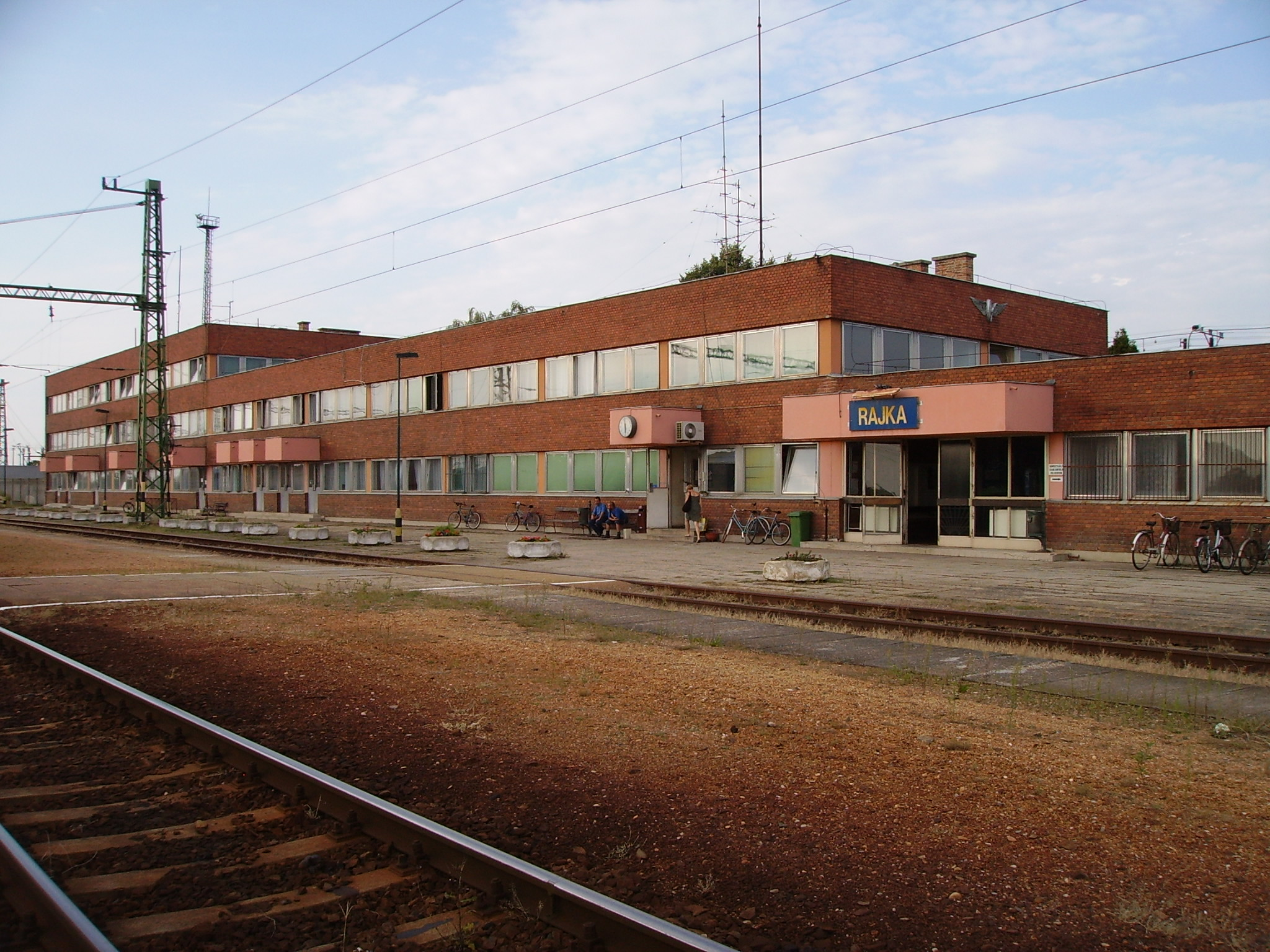
駅

モションマジャローヴァールから北へ15kmの地点にあり、150号線上に位置している。
村の西にはM15高速道路が通っており、スロバキア国境を越えるとD2高速道路となる。これらは欧州自動車道路E65号線及びE75号線の一部である。
鉄道はブダペスト・ヘジェシャロム・ライカ線が通っている。
また、スロバキアの出入国管理所はルソフセ及びキュノボに置かれていたが、2007年12月21日にハンガリー、スロバキア両国がシェンゲン協定に加盟したため、廃止された。

## 民族
約800人のスロバキア人が2008年時点でライカに居住していた。2012年には村の半分の約1500人がスロバキア人となっている。

## ギャラリー

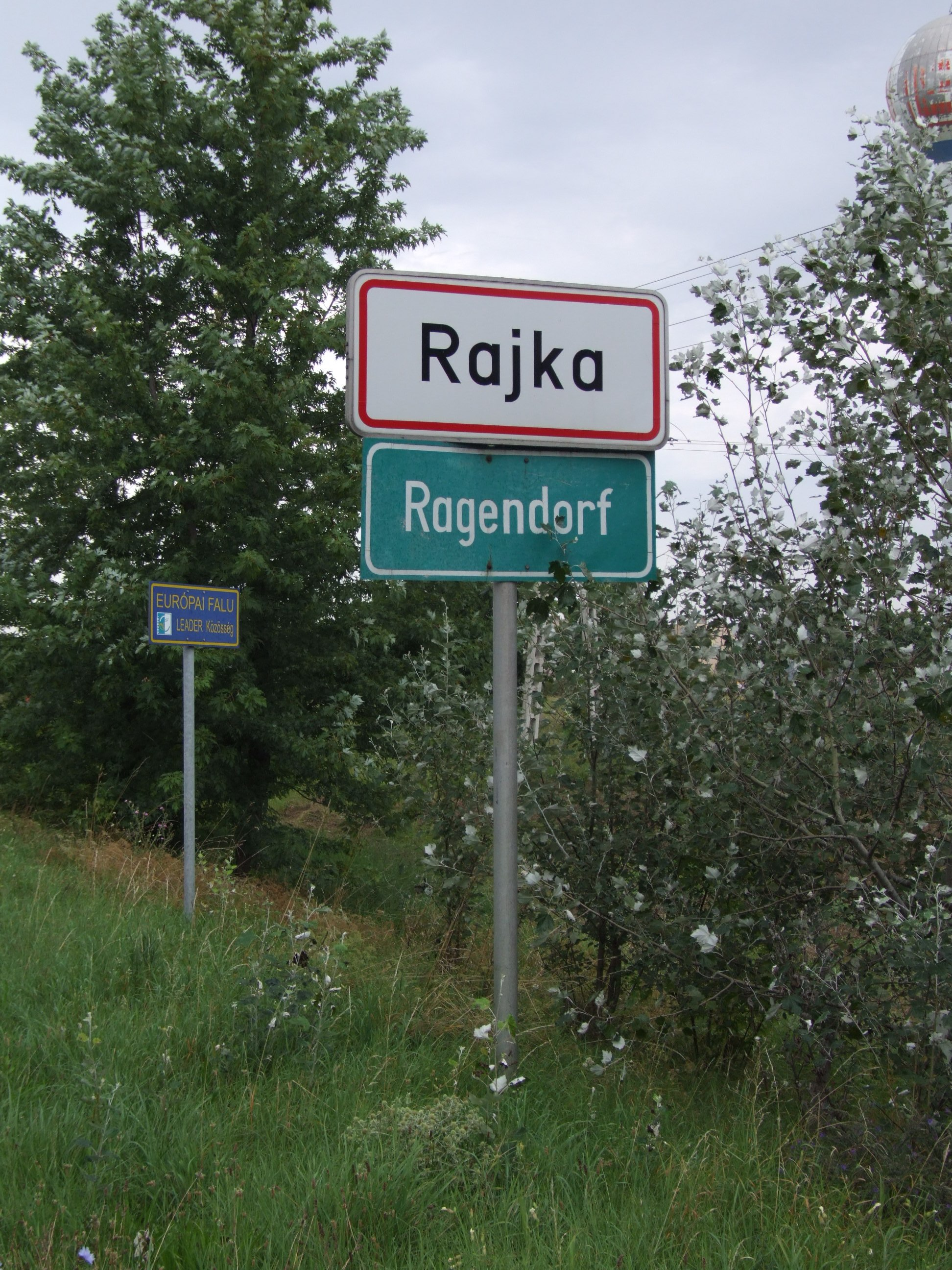
マジャール語及びドイツ語で記された市境の看板
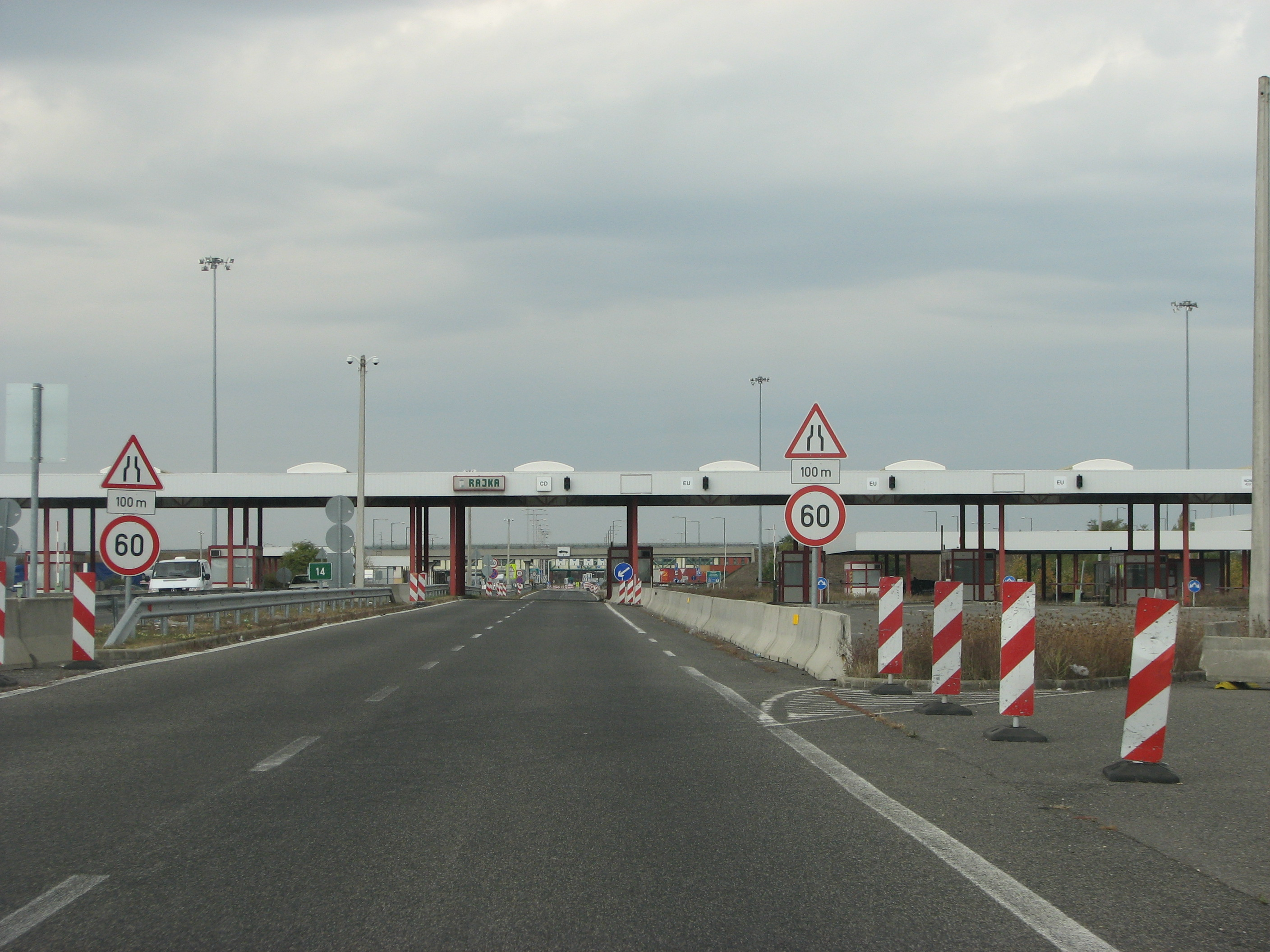
無人の出入国管理所
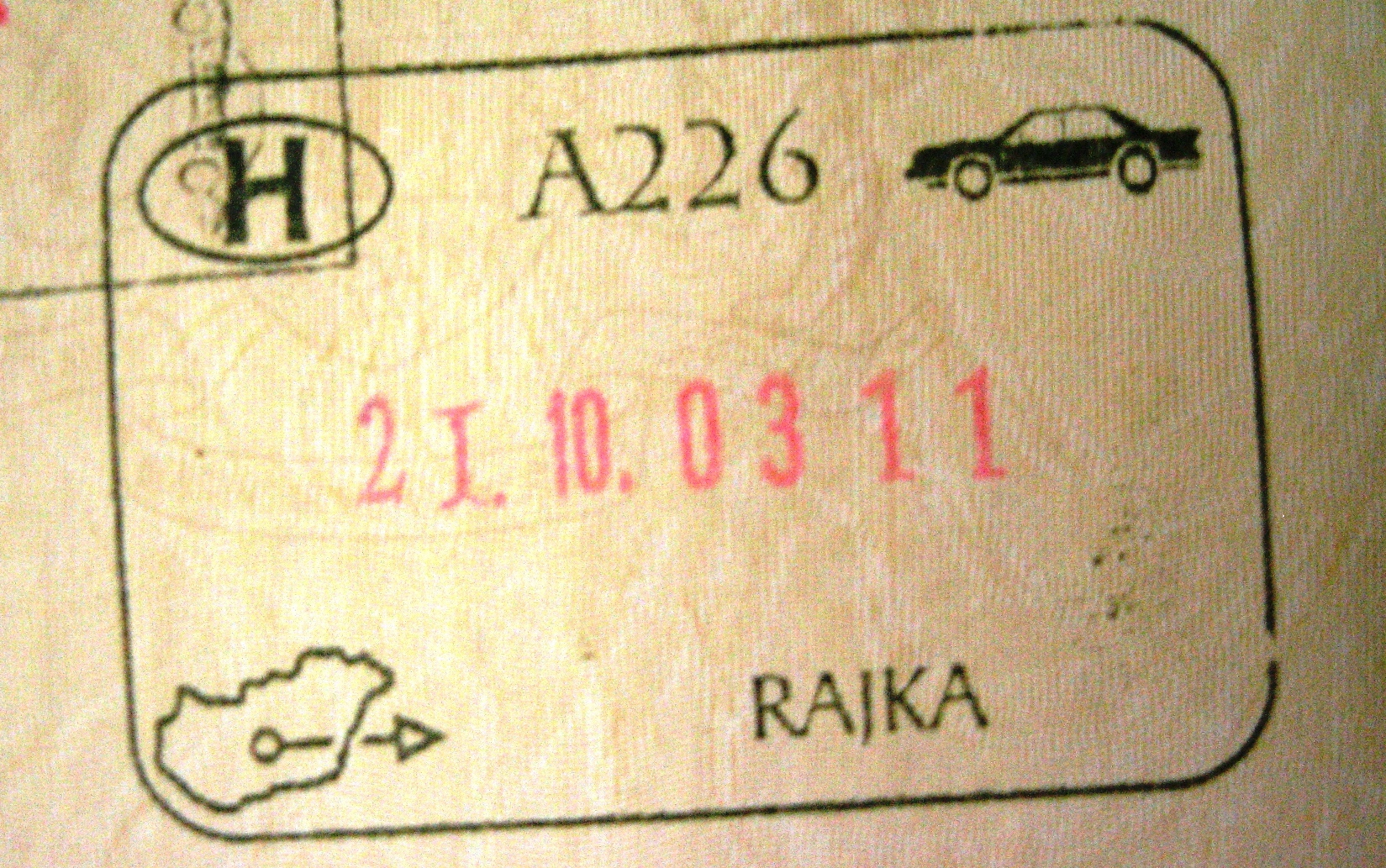
シェンゲン協定参加以前のライカの出国印
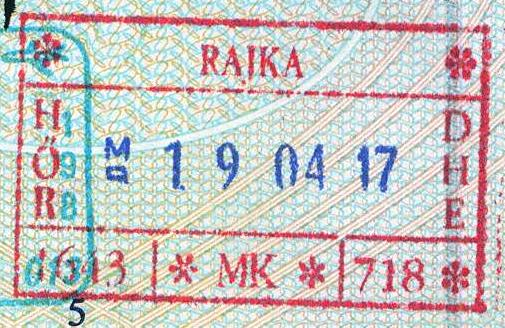
同所の別の印